# Vogelbuurt (Amsterdam)

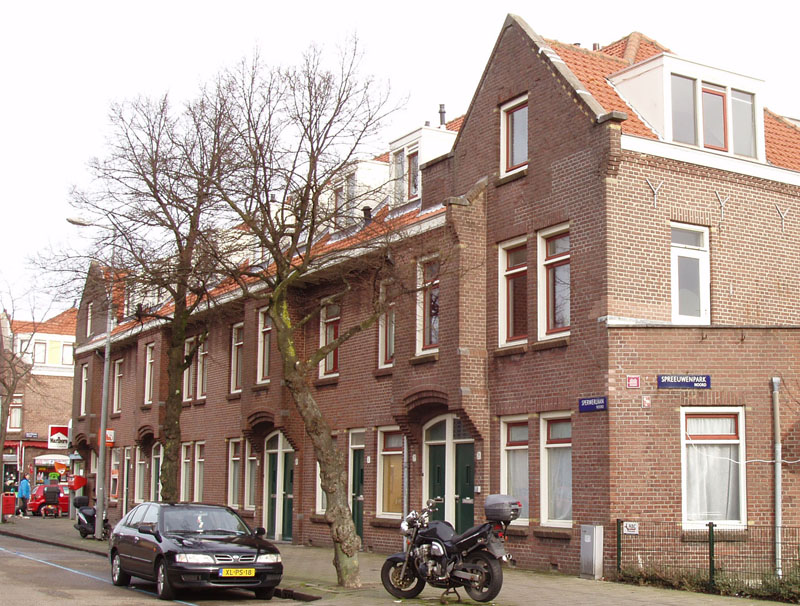
woongebouw uit 1915 aan de Sperwerlaan (zuidelijk deel) naar ontwerp van Hein Berlage en Jop van Epen.

De Amsterdamse wijk Vogelbuurt ligt in het stadsdeel Amsterdam-Noord (in de Nederlandse provincie Noord-Holland) tussen de Meeuwenlaan en de Adelaarsweg. De straten zijn genoemd naar vogelsoorten. Het deel ten zuiden van de Havikslaan is van 1910 tot 1916 gebouwd. Het middendeel en het noordelijk deel volgden tussen 1916 en 1923. Het monumentale tuindorp Vogeldorp ligt eveneens in de Vogelbuurt. Aan de ontwerpen hebben bekende architecten uit die tijd gewerkt.

## Het deel ten zuiden van de Havikslaan
De eerste woningen in de Vogelbuurt waren villa's voor de directeuren van de nieuwe bedrijven die zich verderop in de Nieuwendammerham hadden gevestigd. Deze villa's staan er nog steeds en de grootste en opvallendste is Meeuwenlaan 11 naar ontwerp van Gerrit Jan Rutgers. Deze monumentale villa werd gebouwd voor de directeur van het bedrijf Draka.
De gemeente wilde dat de arbeiderswoningen in twee lagen met een kap gebouwd zouden worden. Dat was een nieuw idee gebaseerd op het tuinstadmodel. Bij het eerste woningblok van woningbouwvereniging Dr. Schaepman aan de zuidkant van het Spreeuwenpark lukte dit nog niet. Deze woongebouwen hadden drie lagen met een kap. Echter, de bevlogen ambtenaar Arie Keppler gebruikte zijn invloed als gemeentelijk commissaris van woningbouwverenigingen om laagbouw bij volgende bouwprojecten toch voor elkaar te krijgen. Hij wist er belangrijke architecten bij te betrekken die ook het tuinstadmodel aanhingen.
Industriëlen die de scheepswerven in Amsterdam-Noord hadden opgericht, waren van plan zelf woningen te exploiteren voor hun arbeiders met eigen kapitaal. Hiervoor hadden zij de Maatschappij tot Huizenbouw benoorden het IJ NV opgericht. Deze bouwde in 1912 de eerste 52 woningen en twee winkels op een perceel langs de Lijsterweg, Spreeuwenpark en Meeuwenlaan naar ontwerp van architect Willem Noorlander.
De woongebouwen naar ontwerp van Willem Leliman tussen de Meeuwenlaan en de Leeuwerikstraat ten zuiden van de Havikslaan waren in 1915 de eerste arbeiderswoningen in laagbouw van woningbouwverenigingen, net als de woongebouwen tussen Spreeuwenpark, Sperwerlaan, Havikslaan en Leeuwerikstraat. Deze zijn ontworpen door Hein Berlage en Jop van Epen.
Vanaf toen nam het enthousiasme voor deze vernieuwende bouw toe. De Dienst der Publieke Werken liet in 1916 een schoolgebouw in de stijl van de Amsterdamse School neerzetten tussen de Nachtegaalstraat en de Havikslaan. In de jaren tachtig zijn verscheidene woonblokken door nieuwbouw vervangen.
Aan de Meeuwenlaan, in de zuidpunt van de Vogelbuurt, is het noordelijk ventilatiegebouw van de IJtunnel gebouwd. Opvallende nieuwbouw is de moskee El Mousshine naar ontwerp van architect Gerard Rijnsdorp uit 2005.

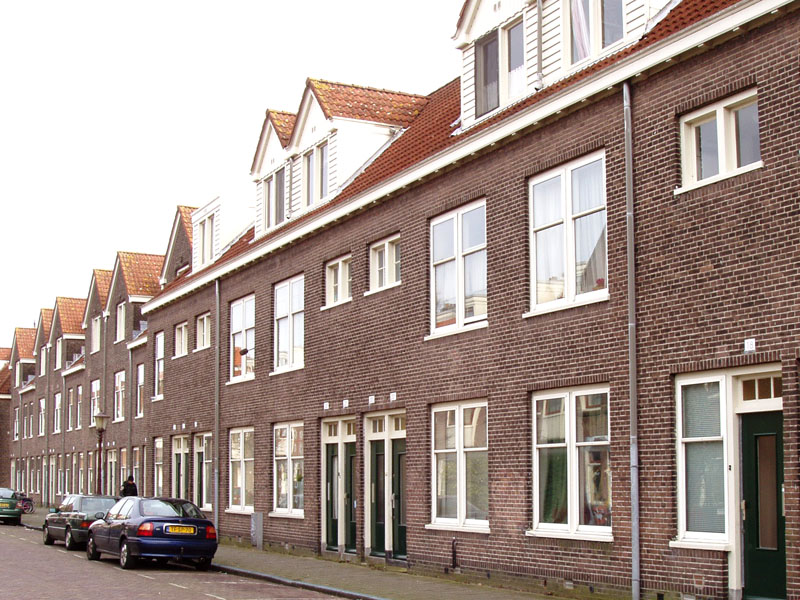
Woongebouwen in de Leeuwerikstraat (zuidelijk deel) uit 1915 naar ontwerp van Willem Leliman.
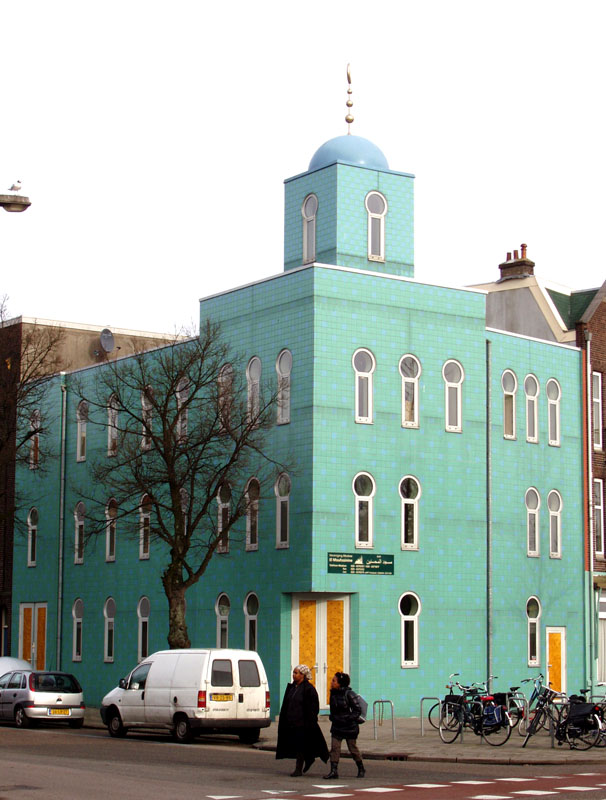
Moskee op de hoek van de Meeuwenlaan en de Valkenweg.
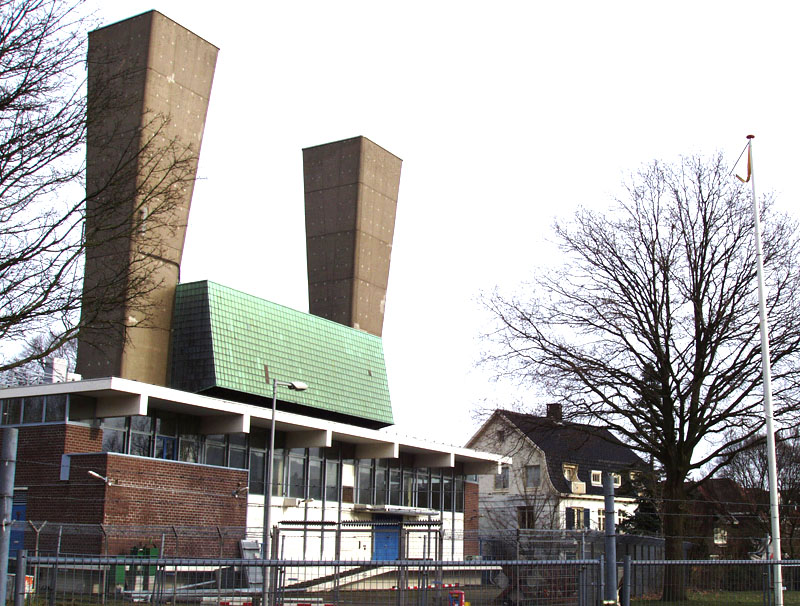
Ventilatiegebouw van de IJ-tunnel aan de Meeuwenlaan.
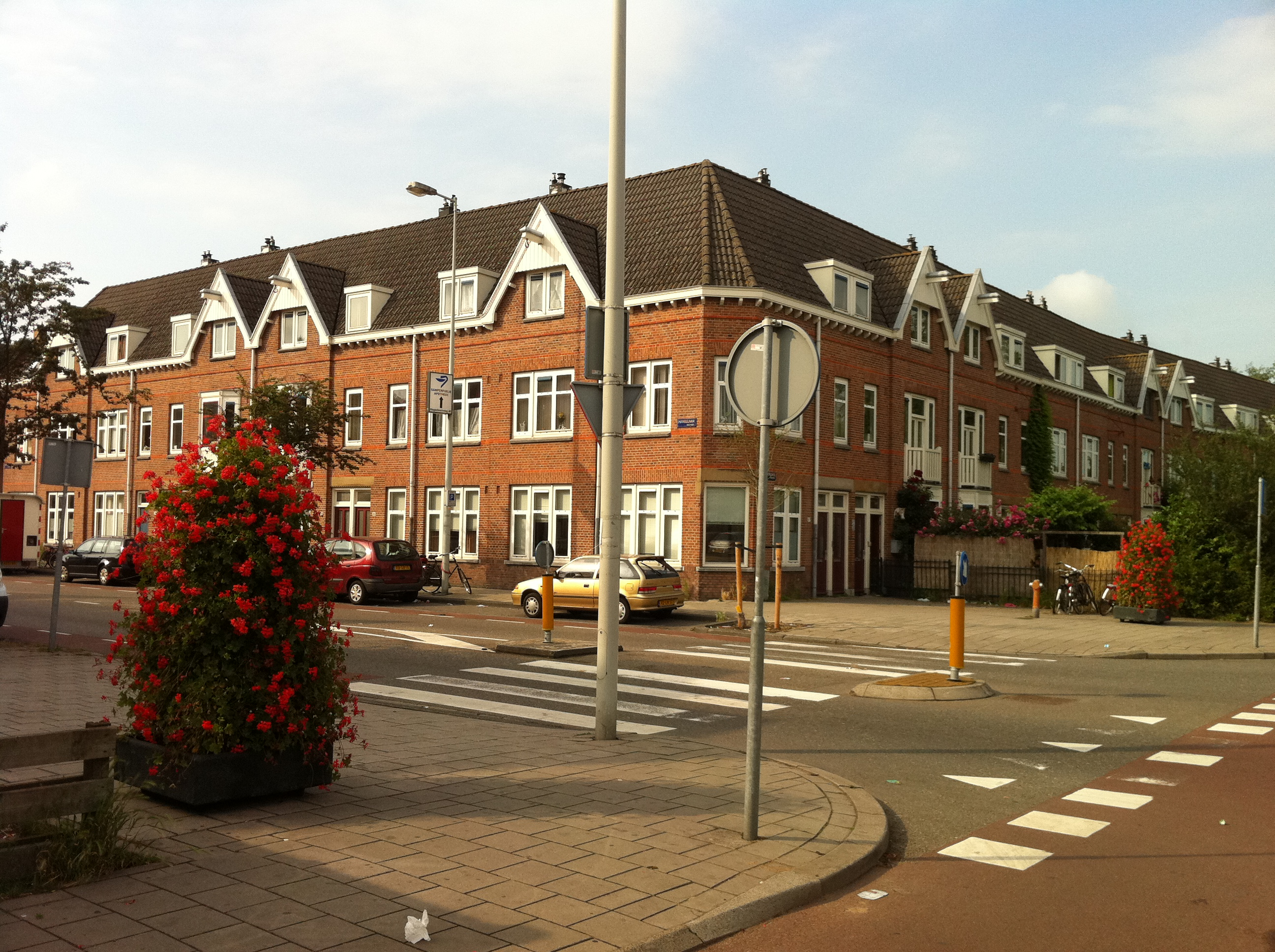
Arbeiderswoningen Hoek Meeuwenlaan-Havikslaan, ontwerp Herman Walenkamp.
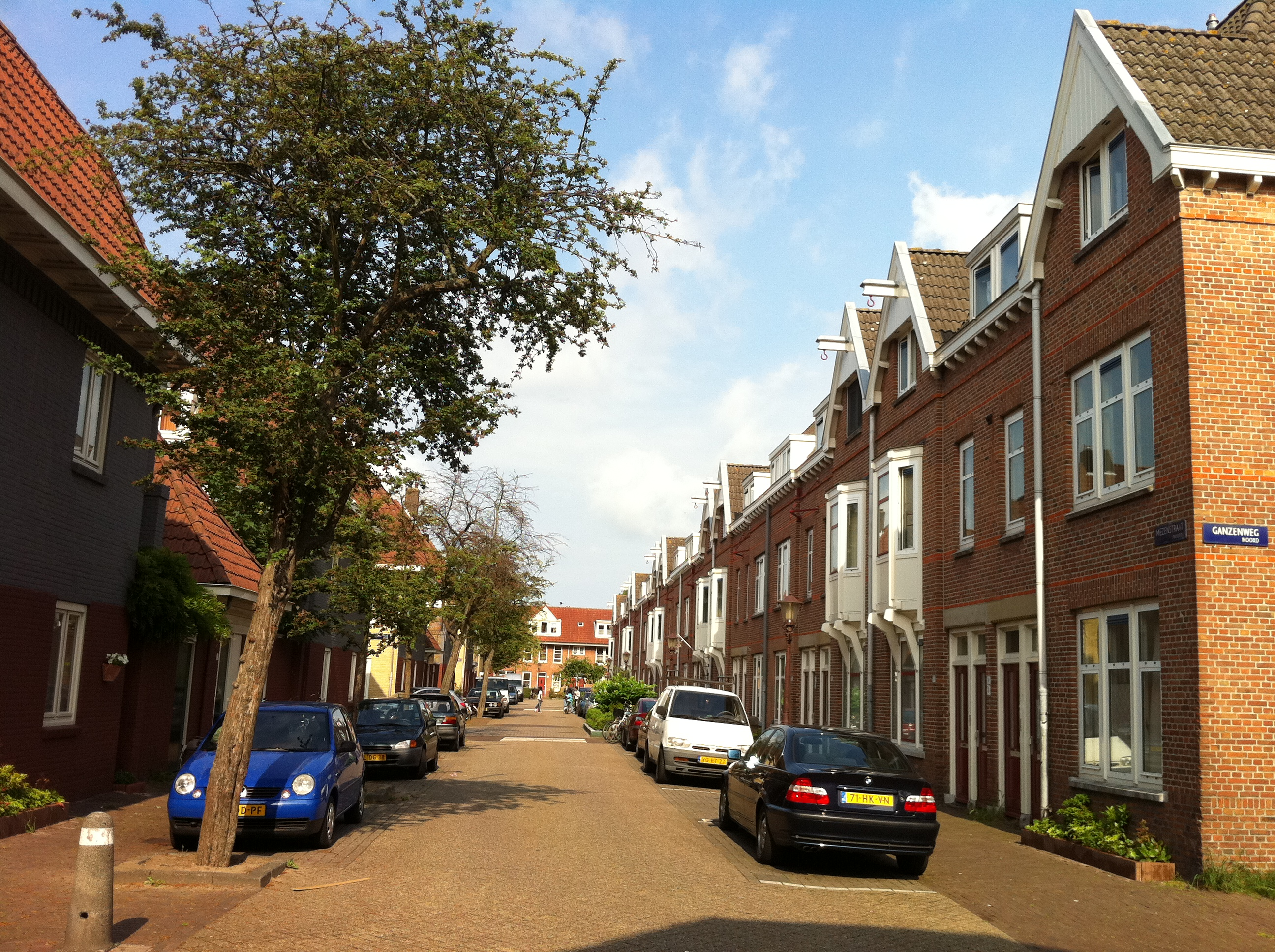
Mezenstraat, rechts woningen van de Maatschappij tot Huizenbouw benoorden het IJ.

## Het deel tussen Havikslaan en Johan van Hasseltweg

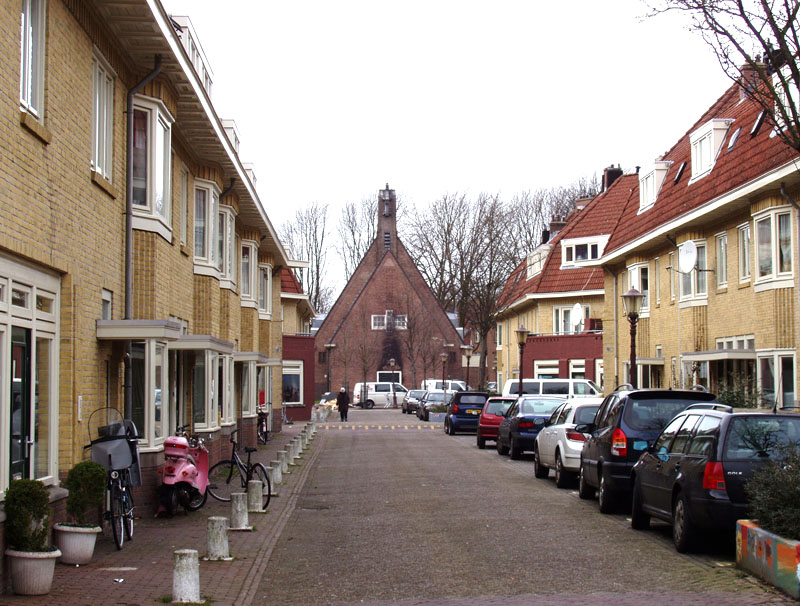
Koekoeksstraat met woongebouwen van Jan Gratama en Betlehemkerk van A. Moen.

De bouw van dit deel van de Vogelbuurt startte tijdens de Eerste Wereldoorlog. Het was toen moeilijk om aan bouwmaterialen voor een redelijke prijs te komen. Maar vanwege de vernieuwing die in het eerste deel van de Vogelbuurt was ingezet, werd er met veel enthousiasme gebouwd. De Maatschappij tot Huizenbouw benoorden het IJ NV, die woonblokken had laten ontwerpen langs de Meeuwenlaan, kon het echter niet bolwerken en verkocht hun deels in aanbouw zijnde bouwplan aan de gemeente. Een deel van het plan, twee bouwblokken met 95 woningen aan het Koekoeksplein, werden van 1918-1921 gebouwd in opdracht van de KNSM.
Bij de bouw van de Vogelbuurt werd het tuinstadmodel zo goed mogelijk uitgevoerd. Bijzonder zijn de woongebouwen aan het Zwanenplein, Mussenstraat en de Ganzenweg uit 1918 naar ontwerp van Arnold Ingwersen en Tjeerd Kuipers. Diverse gevelstenen verwijzen onder meer naar de Eerste Wereldoorlog. Ook de woongebouwen naar ontwerp van Jan Gratama rond de Koekoeksstraat passen hier goed bij. De Betlehemkerk (1923-1924) in het midden is een ontwerp van architect Adriaan Moen in de bouwstijl van de Amsterdamse School, net als het schoolgebouw in de aanpalende Mussenstraat uit 1921. Uit deze tijd stamt ook de nog altijd bestaande speeltuin De Speelvogel in de Sijsjesstraat. Het stratenplan is gemaakt door Jo van der Mey, maar de regie van de woningbouw lag bij Arie Keppler.
Tijdens het bombardement op 17 juli 1943 gericht op de fabrieken van Fokker worden bij een misworp enkele woongebouwen in de Fazantenweg geraakt. Meteen na de oorlog zijn deze woonblokken herbouwd. Verder is dit deel van de Vogelbuurt nog zoals het gebouwd is. De stedenbouwkundige eenheid van dit deel van de Vogelbuurt wordt doorbroken door de hoogbouw van De Albatros uit 2003 aan de noordkant, langs de Johan van Hasseltweg.

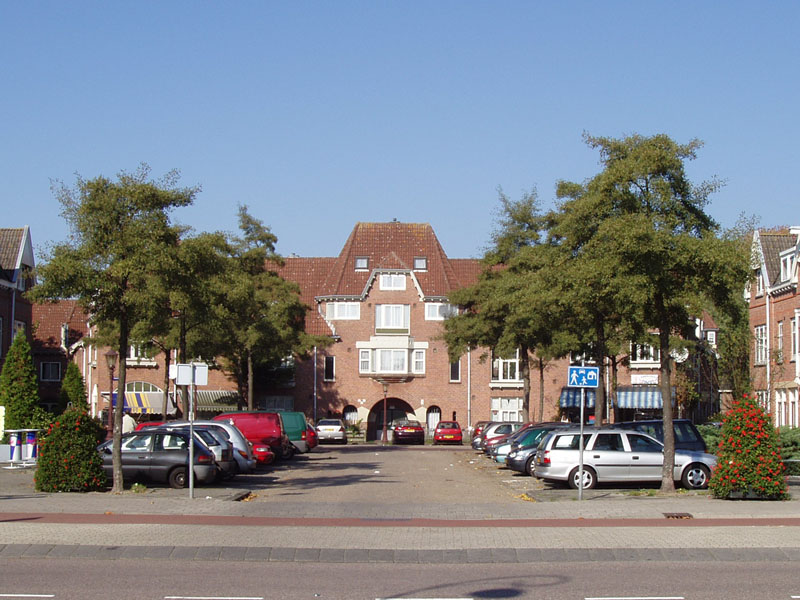
Woongebouw uit 1918 aan de Ganzenweg naar ontwerp van Arnold Ingwersen en Tjeerd Kuipers.
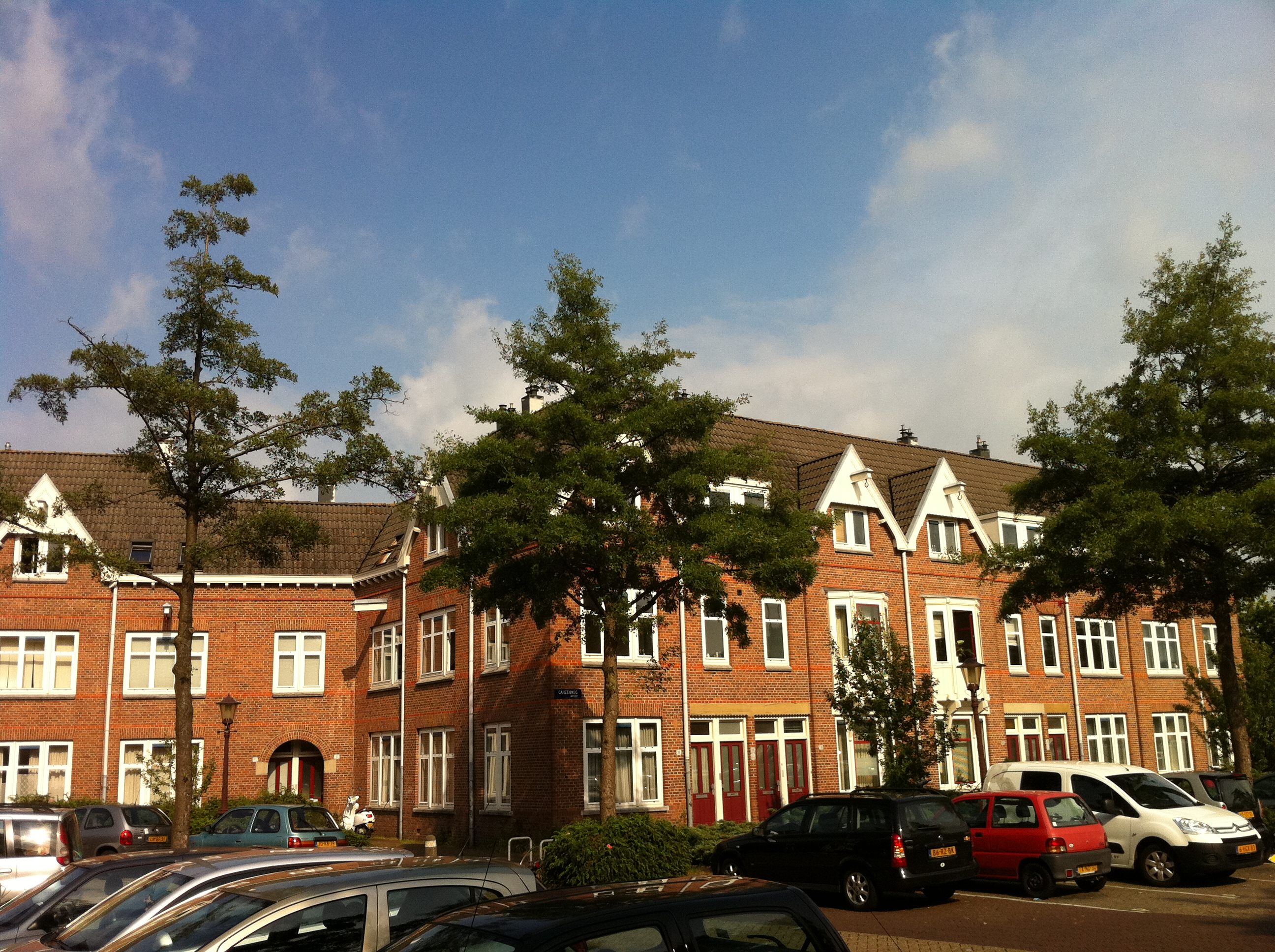
Woonblok arbeiderswoningen Ganzenweg, ontwerp Herman Walenkamp.
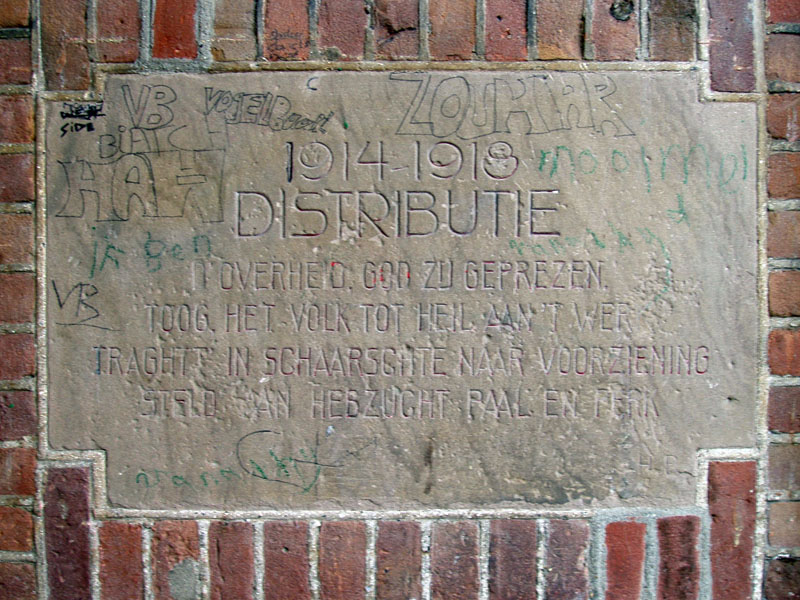
Gevelsteen over voedseldistributie tijdens de Eerste Wereldoorlog in poort Putterstraat.
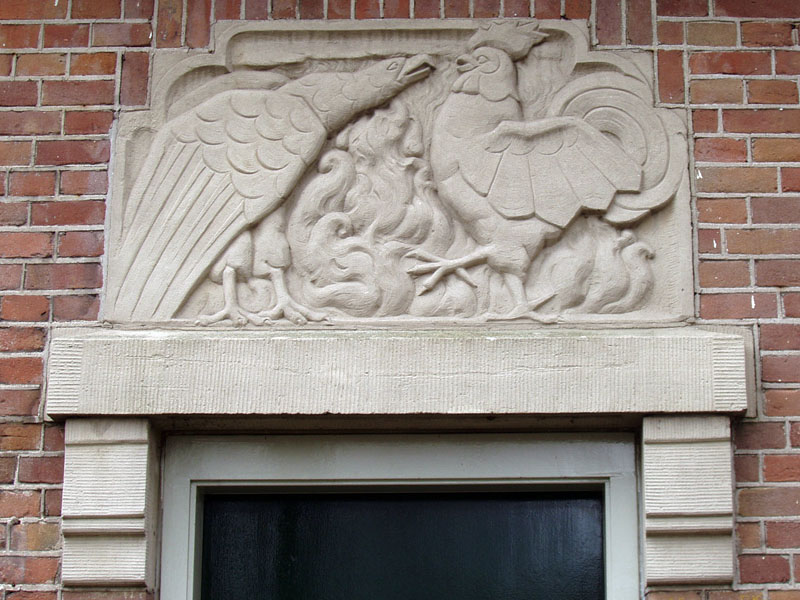
Gevelsteen met Duitse adelaar tegenover Franse haan tijdens de Eerste Wereldoorlog aan Zwanenplein.

## Het deel ten noorden van de Johan van Hasseltweg

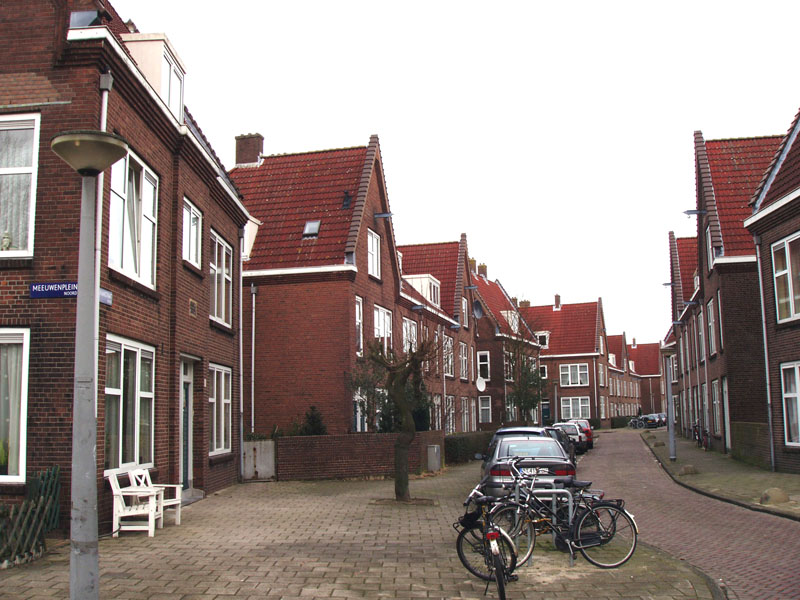
Woongebouwen uit 1923-1924 aan de Pelikaanstraat.

Het noordelijk deel van de Vogelbuurt ligt aan de overkant van de Johan van Hasseltweg. Dit deel is tussen 1921 en 1928 gebouwd in opdracht van woningstichting Onze Woning. Het ontwerp van Adriaan Willem Weissman is weer sterk geïnspireerd door het tuinstadmodel. Woningstichting Onze Woning fuseerde in 1989 met haar moedermaatschappij, de 'Bouwmaatschappij tot verkrijging van eigen woningen' tot Vereniging Onze Woning, die in 1996 opging in woningcorporatie De Key. De meeste woningen zijn daardoor tegenwoordig eigendom van De Key.
De Ds. C.P. van Eeghenschool uit 1927, in het midden aan de Kalkoenstraat is ontworpen door Christiaan Posthumus Meyjes jr.. Het is nu in gebruik als bedrijfsverzamelgebouw.
Aan de noordzijde van de Merelstraat is in 1920 de Nederlands Hervormde Lagere school Hillegonda de Zwart School gebouwd naar ontwerp van Cornelis Kruyswijk. Het woningcomplex dat het omsluit, is van dezelfde architect en vormt de noordelijke punt van de Vogelbuurt, gebouwd in opdracht van woningstichting Patrimonium Amsterdam. Het was in 1928 de voltooiing van de bebouwing langs de Meeuwenlaan.
Op 4 februari 1935 werd hier aan de oostzijde van de Meeuwenlaan de Vijfde Ambachtsschool officieel geopend, gebouwd naar ontwerp van architect Jakob van der Linden van het architectenbureau Posthumus Meyjes en van der
Linden.